# Kosmologie

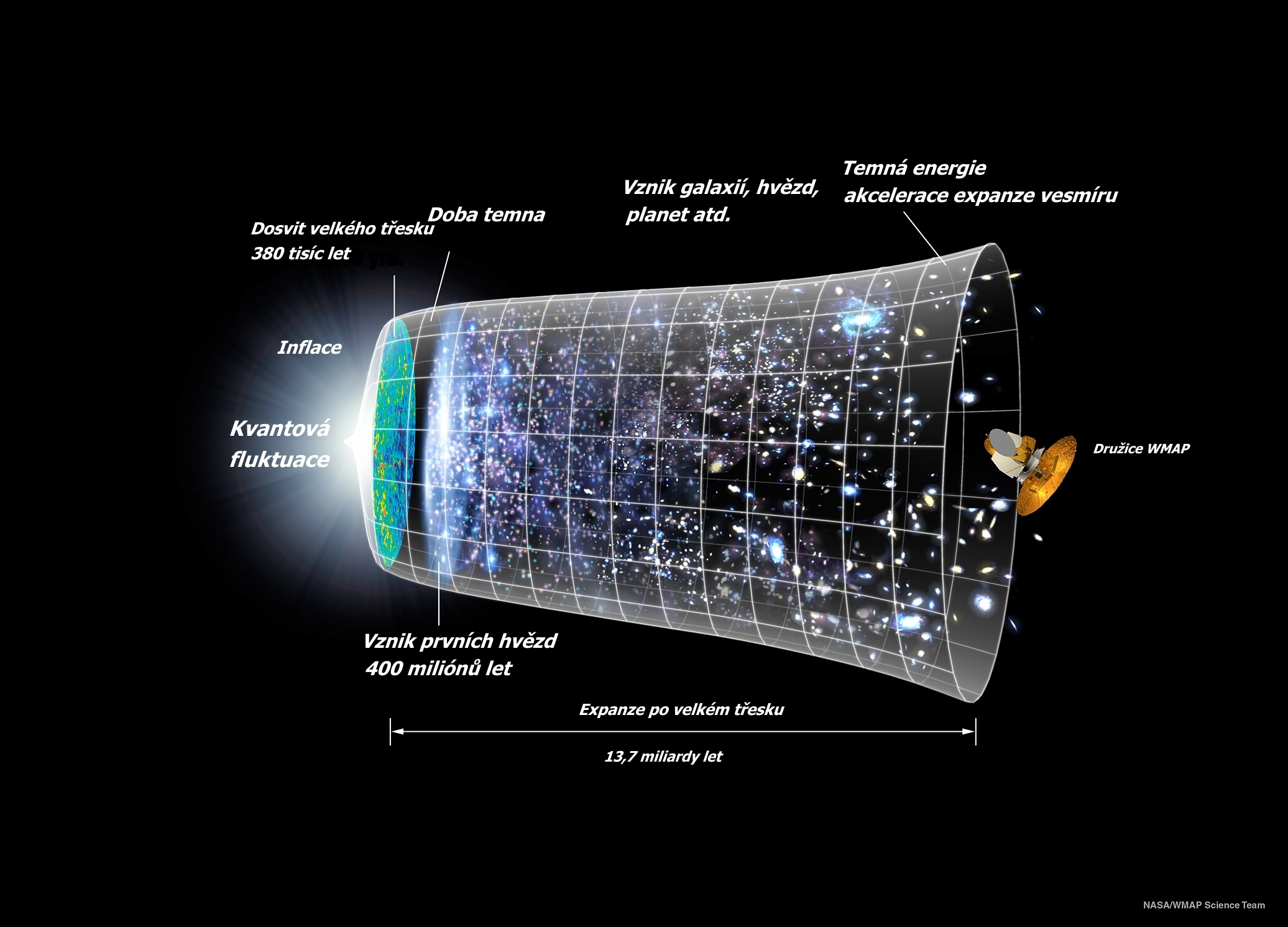
Vývoj vesmíru podle současných teorií

Kosmologie (z řeckého κοσμολογία nauka o světě) je odvětvím, které se zabývá vesmírem jako celkem. Předmětem studia kosmologie je vznik, vývoj a budoucí osud vesmíru. Věnuje se jí filozofie, teologie a fyzikální kosmologie. Fyzikální kosmologie využívá poznatků několika fyzikálních oborů. Nejčastěji je to obecná teorie relativity, astronomie, astrofyzika, částicová a atomová fyzika.

## Počátky kosmologie
První popisy představ o světě pocházejí z Číny z 3. tisíciletí př. n. l. (Kniha proměn), z Babylónu (Enúma eliš) a předjónského období (Hésiodova Theogonia). Je možné, že Babylónské mýty měly pak mj. vliv na další mytologické představy, mezi nimi též na biblickou představu obsaženou v knize Genesis.
Rané kosmologie měly především mytický charakter, ale už předsókratičtí filozofové začali vznik světa zkoumat kriticky (Thalés z Milétu, Anaximandros). Stejným směrem se ubírá i myšlení Démokritovo a Anaxagorovo. Důležitého posunu dějiny kosmologie nabraly s prvním doloženým systémem, který nestavěl Zemi do středu vesmíru a který jí dával kulový tvar – ten pochází od Filolaa, žáka Pýthagorova, z 5. nebo 4. století př. n. l.
Kosmologie vytváří modely k vesmíru, jimiž se snaží popsat jevy, které pozorujeme nejen v okolí naší sluneční soustavy, ale také procesy, které vedly k utváření větších vesmírných útvarů (galaxie a jejich kupy apod.). Tyto modely obvykle popisují vesmír, který se vyvíjí a neustále mění. Kosmologové pak ve spolupráci s astronomy a astrofyziky hledají experimentální potvrzení (verifikaci) nebo vyvrácení daného kosmologického modelu na základě porovnání předpovědí daného modelu s experimentálními daty[zdroj?] a pozorováním.
Většina současných modelů vychází z tzv. kosmologického principu (někdy též z Koperníkova principu). Na základě této hypotézy se předpokládá, že ve všech bodech vesmíru platí stejné fyzikální zákony. Tato hypotéza umožňuje také zavést předpoklad o homogenitě a izotropii vesmíru (v dostatečně velkých měřítkách).

## Současná kosmologie
Velký třesk je v současné době vědecká mainstreamová teorie. Její součástí je i obecná teorie relativity a považuje gravitaci za hlavní sílu formující vesmír. Existují ale i alternativní teorie. Například plazmová kosmologie uvažuje, že zásadní roli hraje i silnější elektromagnetická síla.